# Heinz Rosenberg
Heinz Ludwig Rosenberg, més tard conegut com a Henry Robertson, (Göttingen, 15 de setembre de 1921 - Nova York, 13 d'agost de 1997) va ser un escriptor jueu alemany, nacionalitzat estatunidenc, supervivient de l'Holocaust. Va ser internat en onze camps de concentració nazi i va ser un dels, aproximadament, cinquanta jueus alemanys i austríacs del «Sonderghetto», al gueto de Minsk, que va sobreviure. Més tard, va explicar les seves experiències de guerra al llibre The Years of Horror: An Authentic Report.
Nascut el 1921 en una família jueva de Göttingen, on el seu pare era propietari d'una fàbrica de roba. El 1941 va ser deportat a Minsk. En aquella ciutat va ser reclòs al gueto de Minsk fins al 1943, encara que durant un temps va ser un dels jueus que es van trobar sota la protecció de l'Hospital Militar 4/637, fins que el centre sanitari va ser traslladat a Crimea. Després va ser enviat a diversos camps de concentració, com Treblinka, Plaszow, Wielicza, Flossenbürg, Sachsenhausen i Bergen-Belsen. El 1949 va emigrar als Estats Units d'Amèrica i va adoptar el nom de Henry Robertson. Tanmateix, el seu llibre de 1985, The Years of Horror, es va publicar amb el seu nom original. Rosenberg va morir el 1997 a Nova York a l'edat de 75 anys.

## Obres
- The Years of Horror: An Authentic Report (en anglès).  Nova York: autoedició, 1985.
- Jahre des Schreckens. …und ich blieb übrig, daß ich Dir's ansage" (en alemany).  Göttingen: Steidl, 1985. ISBN 3-88243-238-1.